# Eustigmatophyceae
Eustigmatophyceae es un pequeño grupo de algas que incluye unas 15 especies marinas, de agua dulce y de suelo del filo Ochrophyta. Todas son unicelulares, con células cocoides y membranas celulares de polisacáridos. Presentan uno o más cloroplastos de color verde-amarillo que contienen clorofila a y los pigmentos accesorios violaxantina y β-caroteno. Los zoides (gametos) poseen uno o dos flagelos que surgen del ápice de la célula. Al contrario que en otros Ochrophyta, los zoides no tienen los orgánulos fotorreceptores típicos (estigma o mancha ocular); en su lugar, presentan un estigma rojo-naranja fuera del cloroplasto, situado en el extremo anterior del zoide.
En términos de ecología, los miembros de Eustigmatophyceae son autótrofos fotosintéticos. La mayoría de los géneros viven en agua dulce o en el suelo, aunque Nannochloropsis contiene especies marinas picofitoplanctónicas (2-4 μm).